# Gráficos de jogos eletrônicos
Uma variedade de técnicas de computação gráfica têm sido utilizadas para exibir o conteúdo de jogos eletrônicos em toda a história dos jogos eletrônicos. A predominância das técnicas individuais evoluíram ao longo do tempo, devido, principalmente, aos avanços de hardware de gráficos e restrições tais como o poder de processamento de unidades de processamento gráfico ou central.

## Baseado em texto
Alguns dos primeiros videogames eram jogos de texto ou jogos baseados em texto que usavam caracteres de texto em vez de gráficos de bitmap ou vetoriais. Exemplos incluem MUDs (Multi-User Dungeons), onde os jogadores podem ler ou ver representações de salas, objetos, outros jogadores e ações realizadas no mundo virtual; e roguelikes, um subgênero de jogos de RPG com muitos monstros, itens e efeitos ambientais, assim como uma ênfase na aleatoriedade, na possibilidade de repetição e na morte permanente. Alguns dos primeiros jogos de texto foram desenvolvidos para sistemas de computador que não tinham tela de vídeo.
Os jogos de texto são geralmente mais fáceis de escrever e exigem menos poder de processamento do que os jogos gráficos e, portanto, eram mais comuns de 1970 a 1990. No entanto, os emuladores de terminal ainda estão em uso atualmente, e as pessoas continuam tocando MUDs e explorando ficção interativa. Muitos programadores iniciantes ainda criam esses tipos de jogos para se familiarizarem com uma linguagem de programação, e concursos são realizados até hoje sobre quem pode terminar de programar um roguelike dentro de um curto período de tempo, como sete dias.

## 2D
Os jogos que utilizam a projeção paralela normalmente utilizam gráficos de bitmap bidimensionais em oposição à geometria baseada em triângulo renderizada em 3D, permitindo que os desenvolvedores criem mundos grandes e complexos eficientemente e com relativamente poucos recursos de arte dividindo a arte em sprites ou tiles e reutilizando-os repetidamente (embora alguns jogos usem uma mistura de técnicas diferentes).

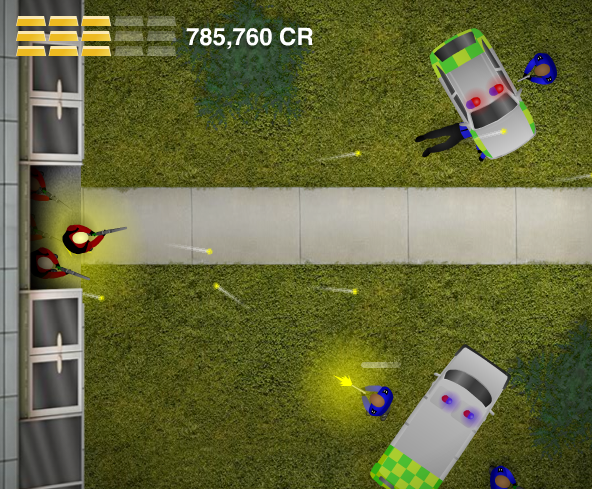
Um exemplo típico de um jogo de top-down em terceira pessoa, The Heist 2.

### Perspectiva de cima para baixo
Perspectiva de cima para baixo, também chamada de top-down, visão panorâmica, overworld, godview, visão aérea ou vista de helicóptero, quando usada em jogos eletrônicos, refere-se ao ângulo da câmera que mostra o jogador e a área ao seu redor. Apesar de não ser exclusivo de jogos eletrônicos que utilizam projeção paralela, já foi comum em jogos eletrônicos de RPG 2D, jogos de guerra e jogos de simulação de construção e gerenciamento, como SimCity, Pokémon e Railroad Tycoon, bem como em jogos de ação e ação-aventura como a maioria dos jogos The Legend of Zelda e os primeiros jogos Grand Theft Auto.

### Jogo de rolagem lateral
Jogo de rolagem lateral, também chamado de side-scroller, são jogos eletrônicos com vista lateral, em que os personagens normalmente só podem se mover para a esquerda e para a direita. Jogos desse tipo usam a técnica de rolagem da tela, sendo às vezes rolagem paralaxe para sugerir profundidade.
Em muitos jogos, a tela segue o personagem do jogador, de forma que ele sempre esteja posicionado próximo ao centro. Em outros jogos, a posição da tela muda de acordo com o movimento do personagem, fazendo com que ele fique descentralizado, mostrando mais espaço na frente do que atrás do personagem.

### Aspectos técnicos
- 2D (computação gráfica)
- 3D (computação gráfica)
- Computação gráfica em tempo real
- Renderização
- Jogo eletrônico
- Computação gráfica
- Motor de jogo
- Sprite

### Gêneros de jogos e jogabilidade
- Gêneros de jogos eletrônicos
- Jogabilidade
- Jogo eletrônico de aventura